# بيدرو بلانكو سوتو
بيدرو بلانكو سوتو (بالإسبانية: Pedro Blanco Soto) (و. 1795 – 1829 م) هو سياسي من بوليفيا ولد في كوتشابامبا.
تولى منصب رئيس بوليفيا .
| المناصب السياسية | المناصب السياسية | المناصب السياسية |
| ---------------- | ---------------- | ---------------- |
| سبقه             | رئيس بوليفيا -   | تبعه             |